# Reizende Stoffe
Reizende Stoffe sind solche Gefahrstoffe, die bei einmaligem, manchmal auch mehrmaligem Kontakt die Haut und die Schleimhäute reizen. Dies kann zu Entzündungen der betroffenen Stellen führen. Sie werden als reizend eingestuft. Das „i“ in der Abkürzung Xi stammt von „irritating“ („reizend“).
Der standardisierte Hautirritationstest erfolgte nach REACH-Verordnung (Ablösung der ChemPrüfV) am Versuchstier Kaninchen, dem das Fell am Rücken geschoren und die Substanz aufgetragen wurde. Wirkt die Substanz hautreizend, entstehen schmerzhafte Entzündungen. Mittlerweile sind Ersatzverfahren mit menschlichen Zellkulturen offiziell vorgeschrieben.
Der Unterschied zu den ätzenden Stoffen ist, dass die Schädigung reversibel ist.
Beispiele für reizende Stoffe finden sich in Unterkategorien der Kategorie:Reizender Stoff.

## Einstufung nach CLP/GHS

Ausrufezeichen

Nach der CLP-Verordnung werden Stoffe und Gemische in diesen zwei Kategorien eingestuft:
- Ätz/Reizwirkung auf die Haut Kategorie 2: hautreizend
- Schwere Augenschädigung/Augenreizung Kategorie 2: augenreizend

Die Kategorie Schwere Augenschädigung/Augenreizung Kategorie 1: irreversible Wirkung am Auge ist unter CLP/GHS mit dem Symbol „ätzend“ zu kennzeichnen.

## Einstufung nach Gefahrgutrecht
Das Gefahrgutrecht kennt die Kriterien für reizend nicht.

## Veraltete Einstufung nach Stoffrichtlinie

Reizend
----
Gefahrensymbol Xi
(veraltete EU-Kennzeichnung)

Nach der Stoffrichtlinie wurden Stoffe und Zubereitungen als reizend eingestuft, wenn sie folgende Kriterien erfüllen:
- R36 – Reizt die Augen: Innerhalb von 72 Stunden nach der Exposition treten deutliche Augenschäden hervor, die 24 Stunden oder länger anhalten. Deutliche Augenschäden sind:
  - Hornhauttrübung
  - Regenbogenhautentzündung
  - Bindehautrötung
  - Bindehautschwellung
- R38 – Reizt die Haut: Es treten Entzündungen auf, die nach einer Einwirkzeit von bis zu 4 Stunden mindestens 24 Stunden anhalten.
- R41 – Gefahr ernster Augenschäden, ähnlich wie bei R36. Die Schädigung des Auges ist massiver und z. T. auch irreversibel.